# 艾瑞克·勒瑟
艾瑞克·勒瑟（1988年5月17日—）是一位德國冬季兩項運動員。2010年第一次參加世界盃。在2014年索契冬奧個人賽奪得銀牌。
他的祖父Axel Lesser曾代表東德參加1976年冬季奧林匹克運動會越野滑雪賽事。